# 上坂村林氏众厅
上坂村林氏众厅，又名上坂村林氏宗祠，是位于中国福建省宁德市周宁县咸村镇上坂村的一个明代古建筑，2012年入选周宁县第三批文物保护单位。
上坂村林氏众厅始建于明朝正德十五年（1520年），建筑坐西南朝东北，占地163.5平方米，面阔三间、进深七柱，穿斗、抬梁混合式减中柱土木结构，北门楼原有一对辉绿岩筑造的门墩，廊前有天井。